# البک، کارینتیا
البک، کارینتیا (به آلمانی: Albeck, Carinthia) یک سکونتگاه مسکونی در اتریش است که در Feldkirchen District واقع شده‌است.